# Bhojudih
Bhojudih là một census town ở quận Bokaro ở bang Jharkhand, Ấn Độ.

## Địa lý
Bhojudih tọa lạc tại 23°38′B 86°27′Đ / 23,63°B 86,45°Đ. Nó có độ cao trung bình 138 mét (452 foot).

## Dân số
Theo cuộc điều tra dân số năm 2001 của Ấn Độ,India Bhojudih có một dân số 8936 người. Nam giới chiếm 54% dân số và nữ giới chiếm 46% dân số. Bhojudih có một tỷ lệ biết chữ là 64%, cao hơn mức trung bình của quốc gia là 59,5%; với 75% đàn ông biết chữ và 51% phụ nữ biết chữ. 12% dân số dưới 6 tuổi.